# MSX2
MSX2 (англ. Msh homeobox 2) – білок, який кодується однойменним геном, розташованим у людей на короткому плечі 5-ї хромосоми. Довжина поліпептидного ланцюга білка становить 267 амінокислот, а молекулярна маса — 28 897.
| 10         |  | 20         |  | 30         |  | 40         |  | 50         |
| ---------- |  | ---------- |  | ---------- |  | ---------- |  | ---------- |
| MASPSKGNDL |  | FSPDEEGPAV |  | VAGPGPGPGG |  | AEGAAEERRV |  | KVSSLPFSVE |
| ALMSDKKPPK |  | EASPLPAESA |  | SAGATLRPLL |  | LSGHGAREAH |  | SPGPLVKPFE |
| TASVKSENSE |  | DGAAWMQEPG |  | RYSPPPRHMS |  | PTTCTLRKHK |  | TNRKPRTPFT |
| TSQLLALERK |  | FRQKQYLSIA |  | ERAEFSSSLN |  | LTETQVKIWF |  | QNRRAKAKRL |
| QEAELEKLKM |  | AAKPMLPSSF |  | SLPFPISSPL |  | QAASIYGASY |  | PFHRPVLPIP |
| PVGLYATPVG |  | YGMYHLS    |  |            |  |            |  |            |

A: Аланін

C: Цистеїн

D: Аспарагінова кислота

E: Глутамінова кислота

F: Фенілаланін

G: Гліцин

H: Гістидин

I: Ізолейцин

K: Лізин

L: Лейцин

M: Метіонін

N: Аспарагін

P: Пролін

Q: Глутамін

R: Аргінін

S: Серин

T: Треонін

V: Валін

W: Триптофан

Кодований геном білок за функціями належить до репресорів, білків розвитку. 
Задіяний у таких біологічних процесах як транскрипція, регуляція транскрипції, остеогенез, поліморфізм. 
Білок має сайт для зв'язування з ДНК. 
Локалізований у ядрі.